# Polizia serba
La Polizia serba (in serbo Полиција Србије, Policija Srbije) è il corpo di polizia della Serbia, che fa parte del Ministero dell'Interno della Repubblica di Serbia (Ministarstvo Unutrašnjih Poslova Republike Srbije), noto anche con l'acronimo MUP. Si occupa di adempire alle attività dell'amministrazione statale.

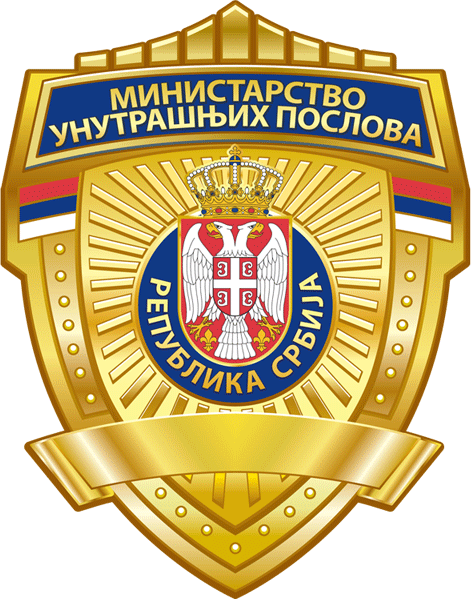
Stemma del Ministero dell'interno della Repubblica di Serbia

Con "Polizia serba" si indicano tutte le unità che la compongono, come la Polizia giudiziaria, il Dipartimento di polizia, la Polizia stradale, la Polizia di frontiera, i Dipartimenti per la sicurezza, l'Unità per la protezione, il Centro operativo, l'Unità anti-terrorismo, l'Unità speciale anti-terrorismo, l'Unità degli elicotteri e la Gendarmeria.

## Attività dell'amministrazione statale

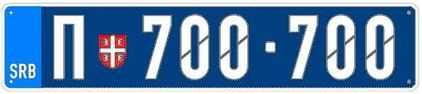
Targa della Polizia serba

Gli ambiti principali nei quali opera l'amministrazione statale sono:
- tutela e sicurezza della Repubblica di Serbia e rilevamento e prevenzione delle attività volte a minare o rovesciare l'ordine costituzionale;
- protezione della vita, della sicurezza e dei beni dei cittadini;
- prevenzione e individuazione dei reati, rintracciamento e cattura dei loro fautori e consegna degli stessi alle autorità competenti;
- mantenimento dell'ordine pubblico e della pace;
- assicurazione degli incontri pubblici e delle altre riunioni dei cittadini;
- protezione di determinate persone e strutture;
- sicurezza stradale;
- controllo delle frontiere nazionali;
- controllo dei movimenti e degli stabilimenti all'interno della zona di frontiera;
- controllo dei movimenti e degli stabilimenti dei cittadini stranieri;
- acquisizione, detenzione e porto di armi da fuoco e munizioni;
- produzione e circolazione di esplosivi, liquidi infiammabili e gas;
- protezione antincendio;
- cittadinanza;
- numero di identificazione dei cittadini (JMBG);
- carte d'identità;
- documenti di viaggio;
- domicilio e residenza dei cittadini;
- formazione del personale, e altri compiti previsti dalla legge.

## Organizzazione
La Direzione generale di Polizia del Ministero gestisce cinque dipartimenti:
- Dipartimento per l'organizzazione, la prevenzione e la community policing;
- Dipartimento per la pace e l'ordine pubblico e gli altri affari di polizia;
- Dipartimento per le azioni speciali, la formazione di polizia di intervento, i preparativi di difesa e la preparazione delle riserve;
- Dipartimento per il controllo della legittimità del lavoro;
- Dipartimento per il personale, il progresso e l'equipaggiamento di polizia.

Ci sono 161 stazioni di polizia locali in tutto il paese, 62 stazioni di frontiera e 49 stazioni di polizia stradale. Dal 30 settembre 2006 il Ministero dell'interno ha un totale di 42.740 addetti: l'80,04% uomini e il 19.96% (8,533) donne. 26.527 di questi sono agenti in uniforme, di cui il 6.9% (1,833) sono ufficiali di sesso femminile.

## Addestramento
L'addestramento della polizia in Serbia viene fornito attraverso il Centro di formazione di base della Polizia e l'Accademia penale e di polizia. All'interno del Centro di formazione ci sono centri di addestramento locali a Makiš, Belgrado, Kula, Klisa, Petrovo Selo, Jasenovo, Mitrovo Polje e Kuršumlijska Banja.

## Ministro
L'attuale ministro dell'Interno è Ivica Dačić, che ricopre questa funzione dal 7 luglio 2008.

### Lista dei ministri
| Nr. | Nome                   | Attività                          |
| --- | ---------------------- | --------------------------------- |
| 1   | Milentije Popović      |                                   |
| 2   | Moma Marković          | 1945 - 1946                       |
| 3   | Slobodan Penezić Krcun | 1946 - 1953                       |
| 4   | Vojin Lukić            |                                   |
| 5   | Vladan Bojanić         |                                   |
| 6   | Milisav Lukić          |                                   |
| 7   | Životije Srba Savić    |                                   |
| 8   | Slavko Zečević         |                                   |
| 9   | Viobran Stanojević     |                                   |
| 10  | Svetomir Lalović       |                                   |
| 11  | Radmilo Bogdanović     | 11 febbraio 1991 - 30 maggio 1991 |
| 12  | Zoran Sokolović        | 30 maggio 1991 - 20 marzo 1997    |
| 13  | Radovan Stojičić       | 20 marzo 1997 - 11 aprile 1997    |
| 14  | Vlastimir Đorđević     | 11 aprile 1997 - 15 aprile 1997   |
| 15  | Vlajko Stojiljković    | 15 aprile 1997 - 9 ottobre 2000   |
| 16  | Mirko Marjanović       | 11 ottobre 2000 - 24 ottobre 2000 |
| 17  | Dušan Mihajlović       | 25 gennaio 2001 - 3 marzo 2004    |
| 18  | Dragan Jočić           | 3 marzo 2004 - 7 luglio 2008      |
| 19  | Ivica Dačić            | 7 luglio 2008 - in attività       |

## Galleria d'immagini

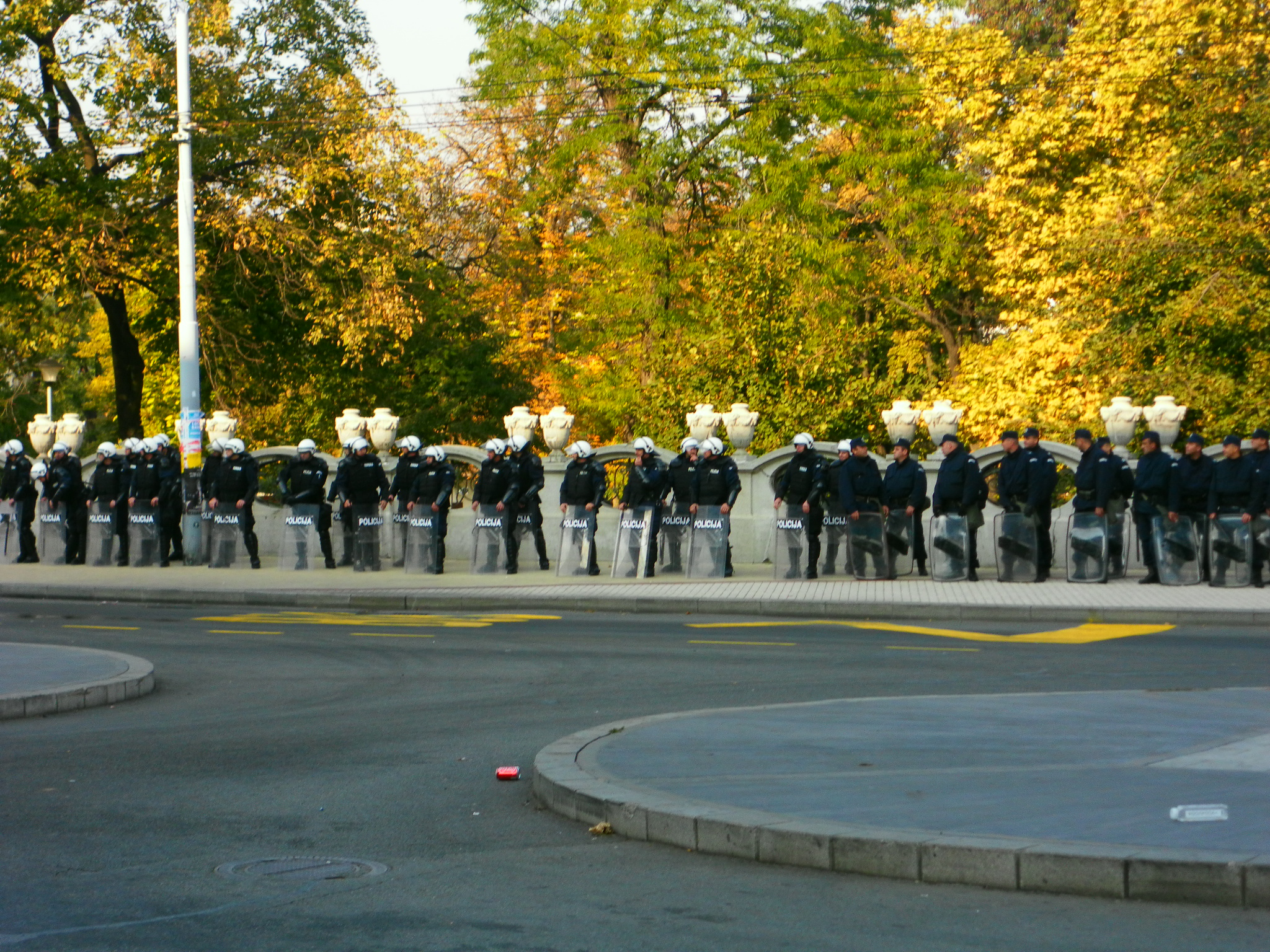
Polizia anti-sommossa
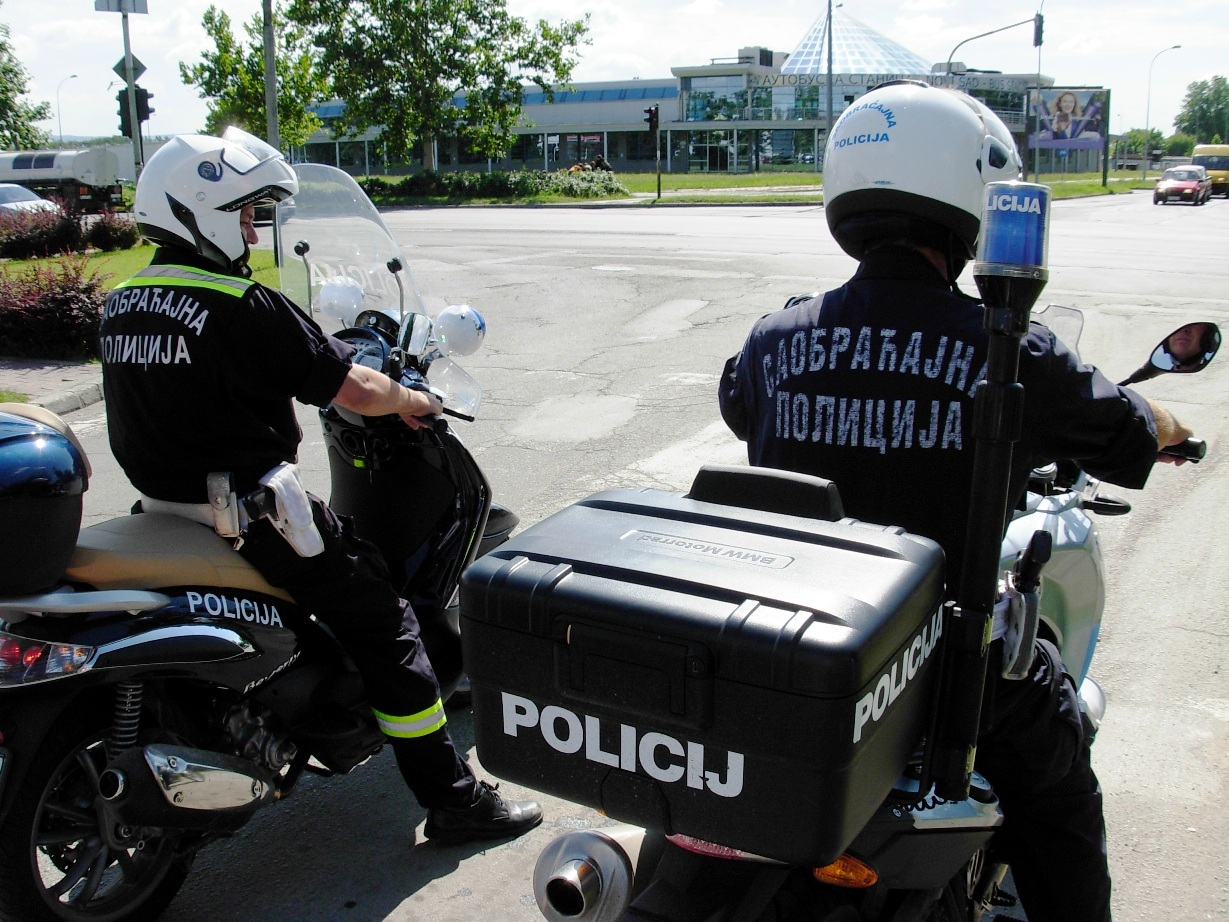
Polizia stradale
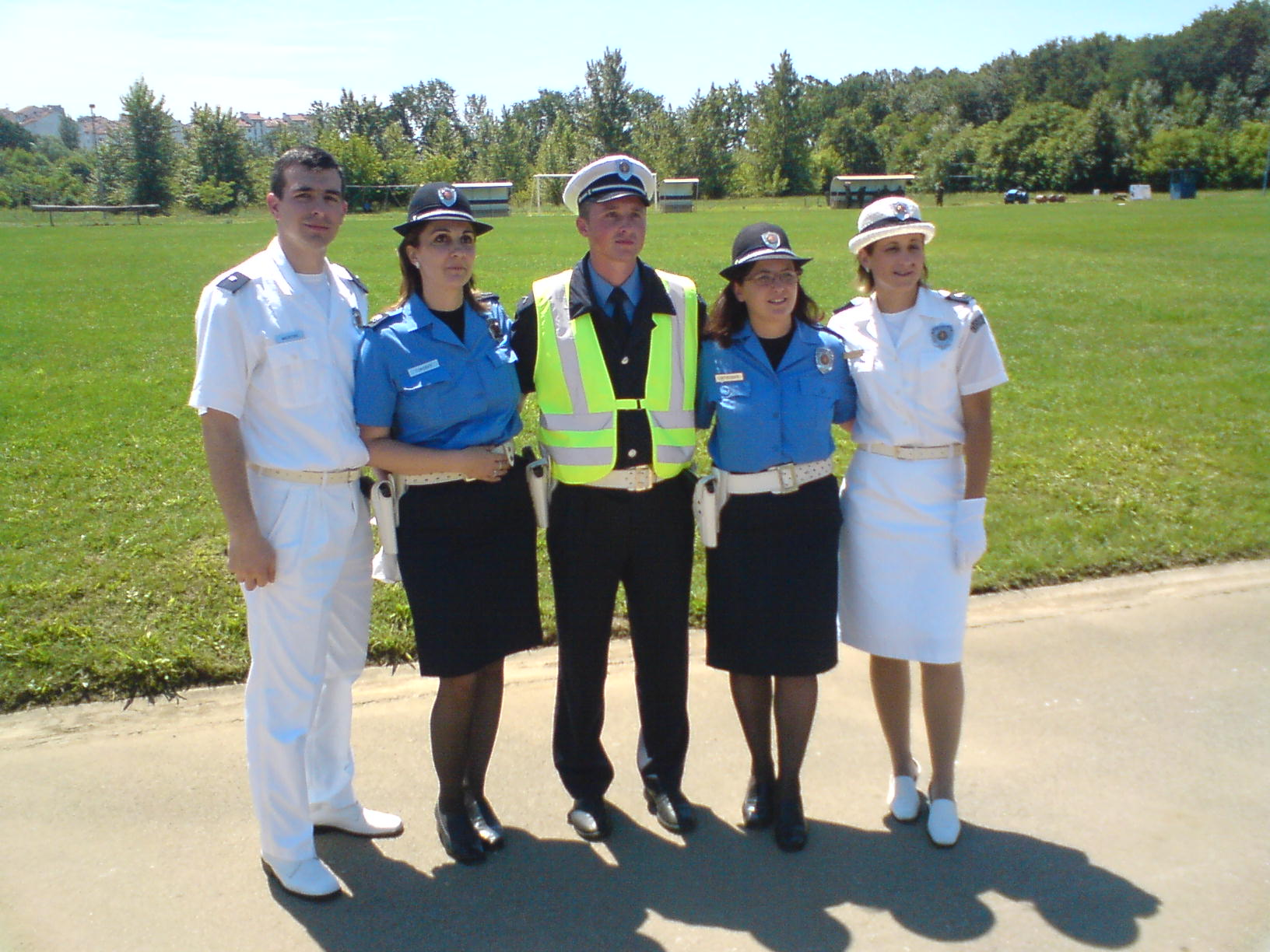
Membri della Polizia stradale
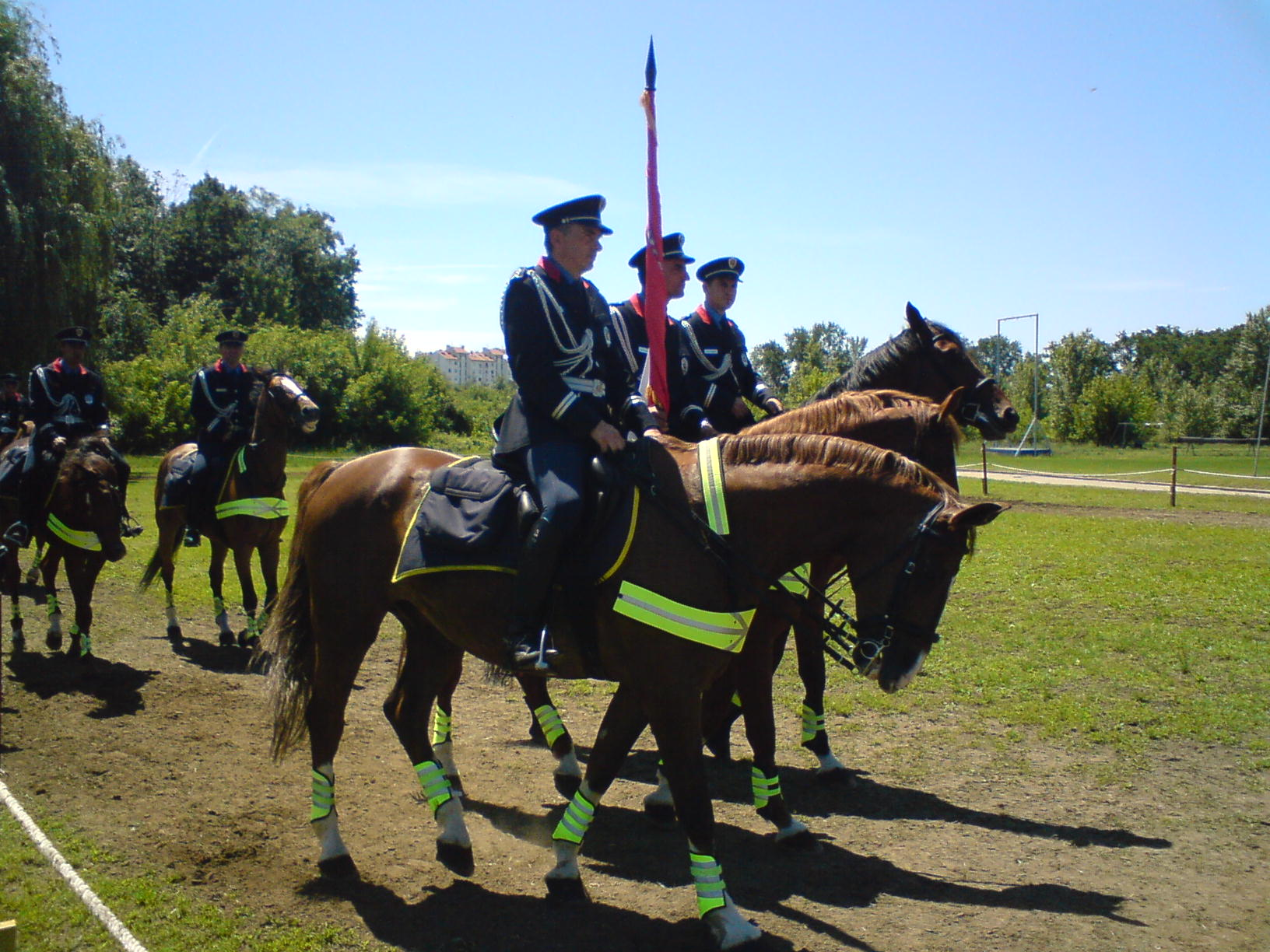
Polizia a cavallo
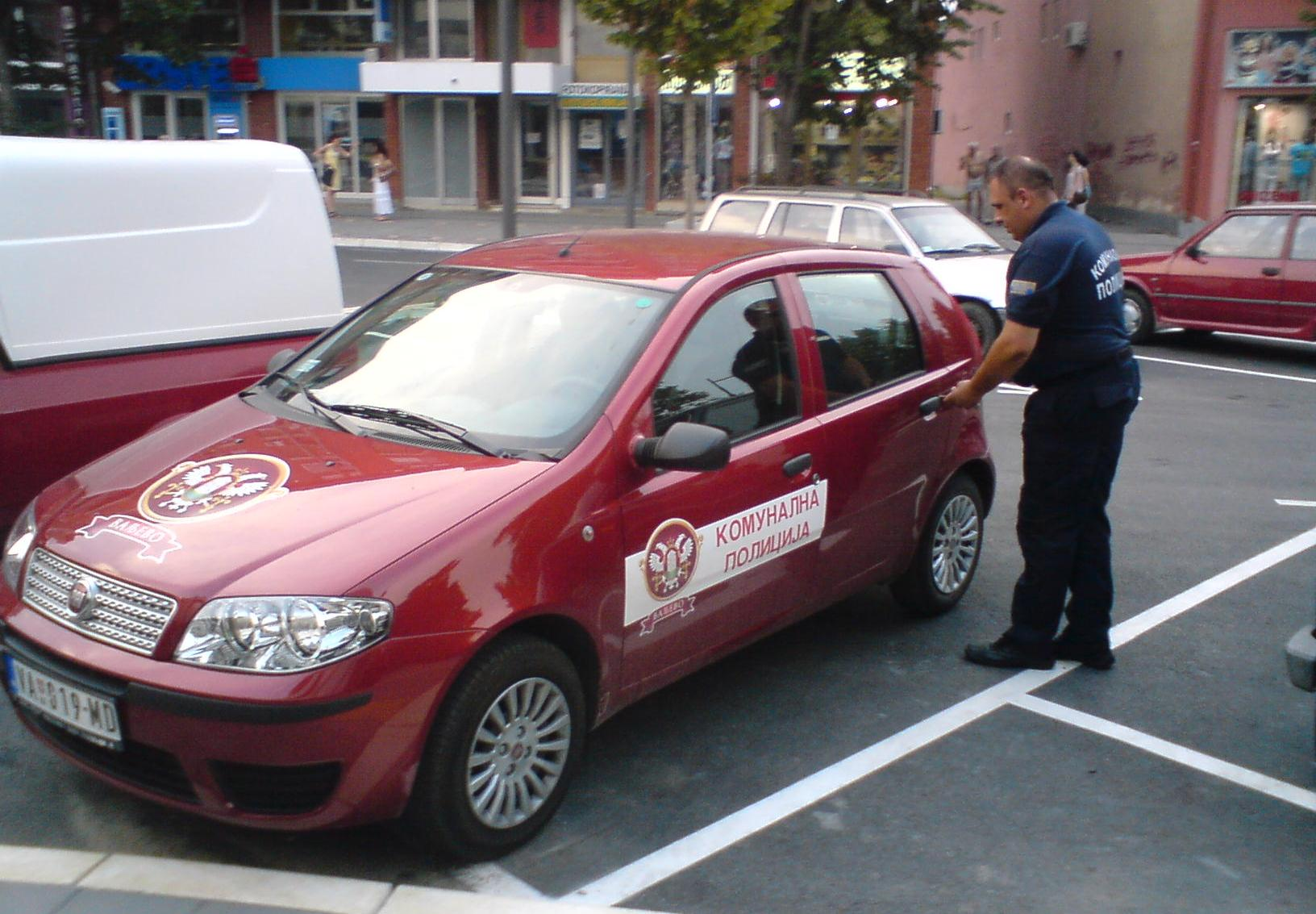
Polizia municipale di Valjevo
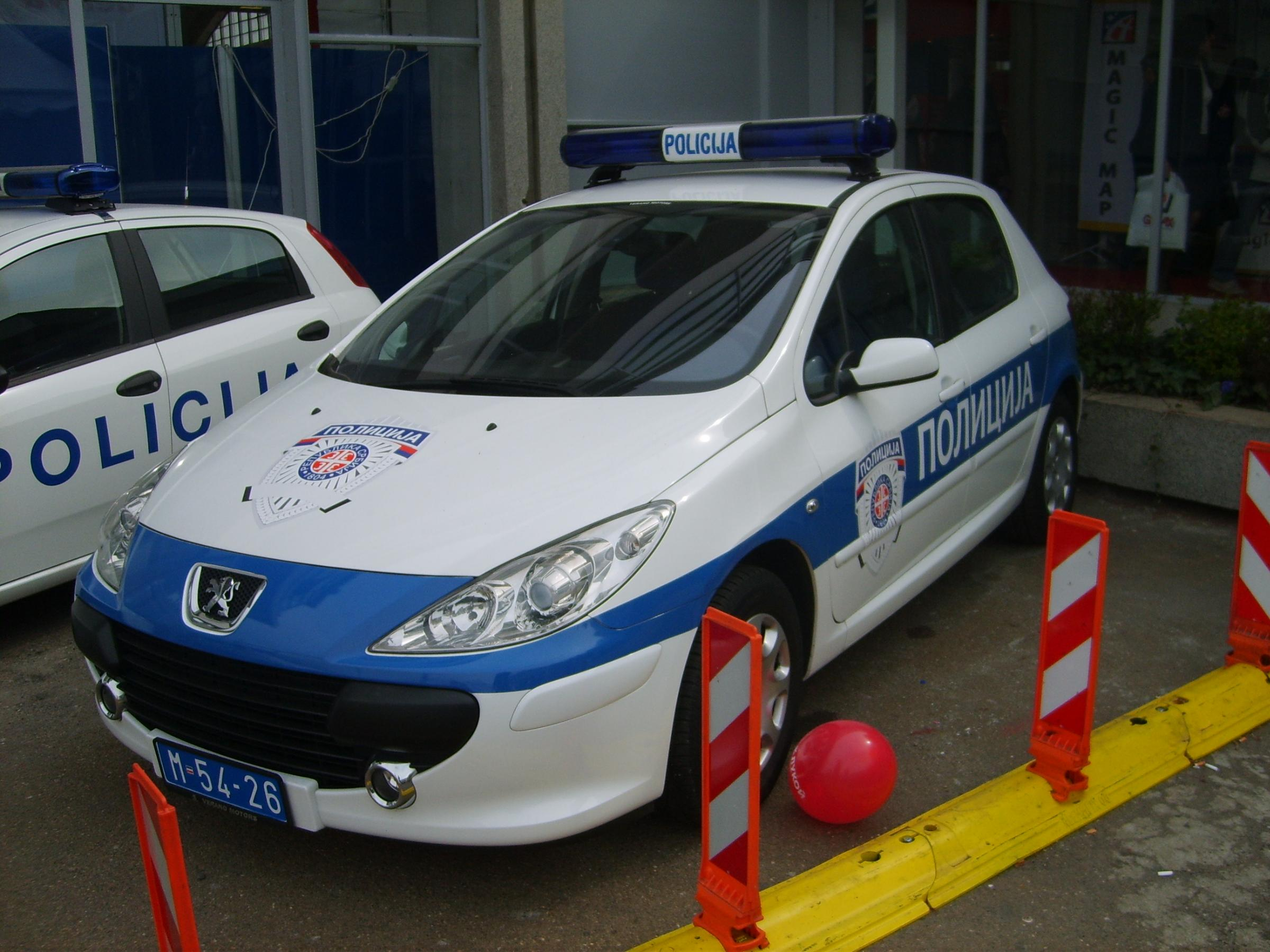
Peugeot 307
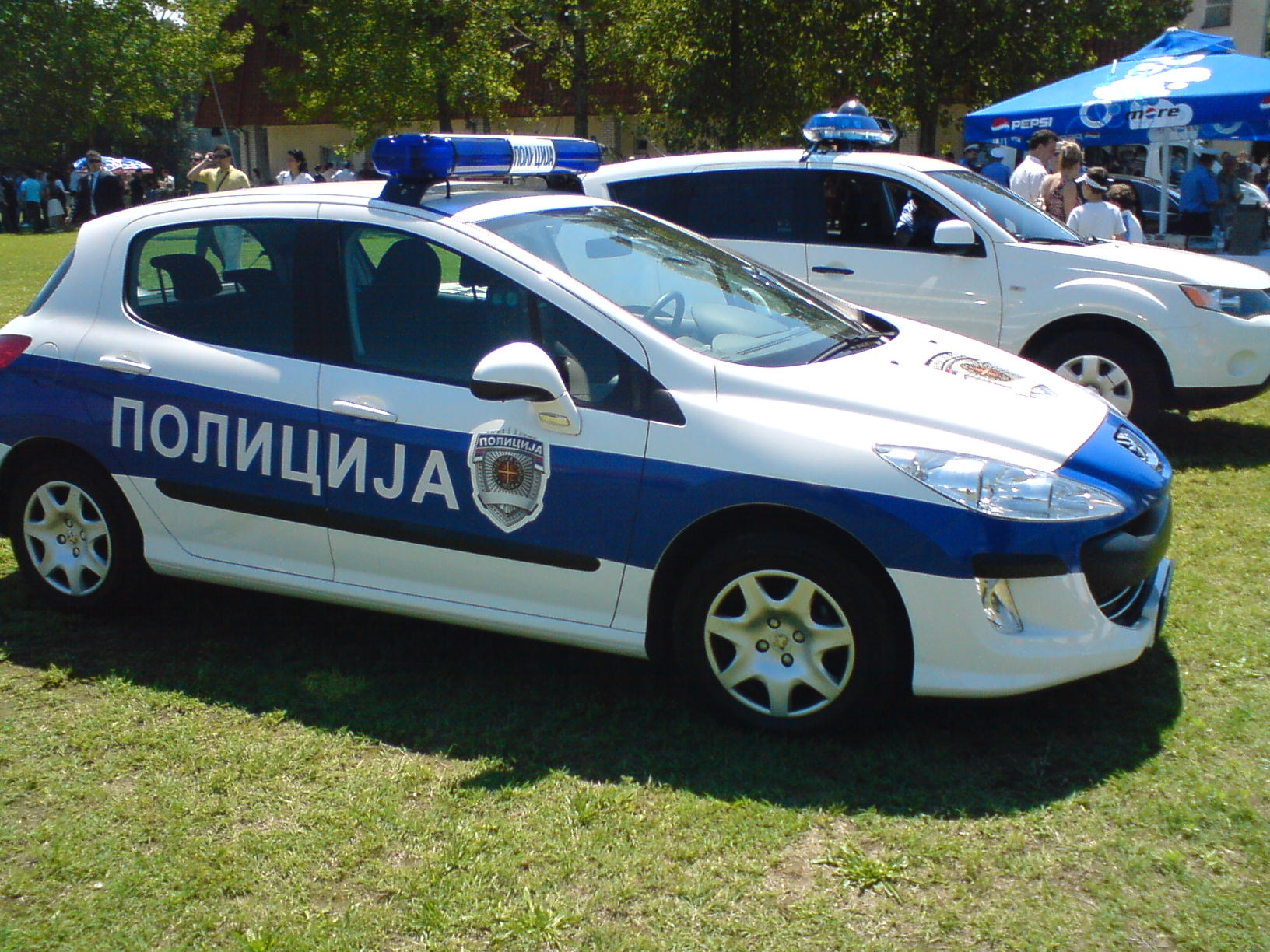
Peugeot 308
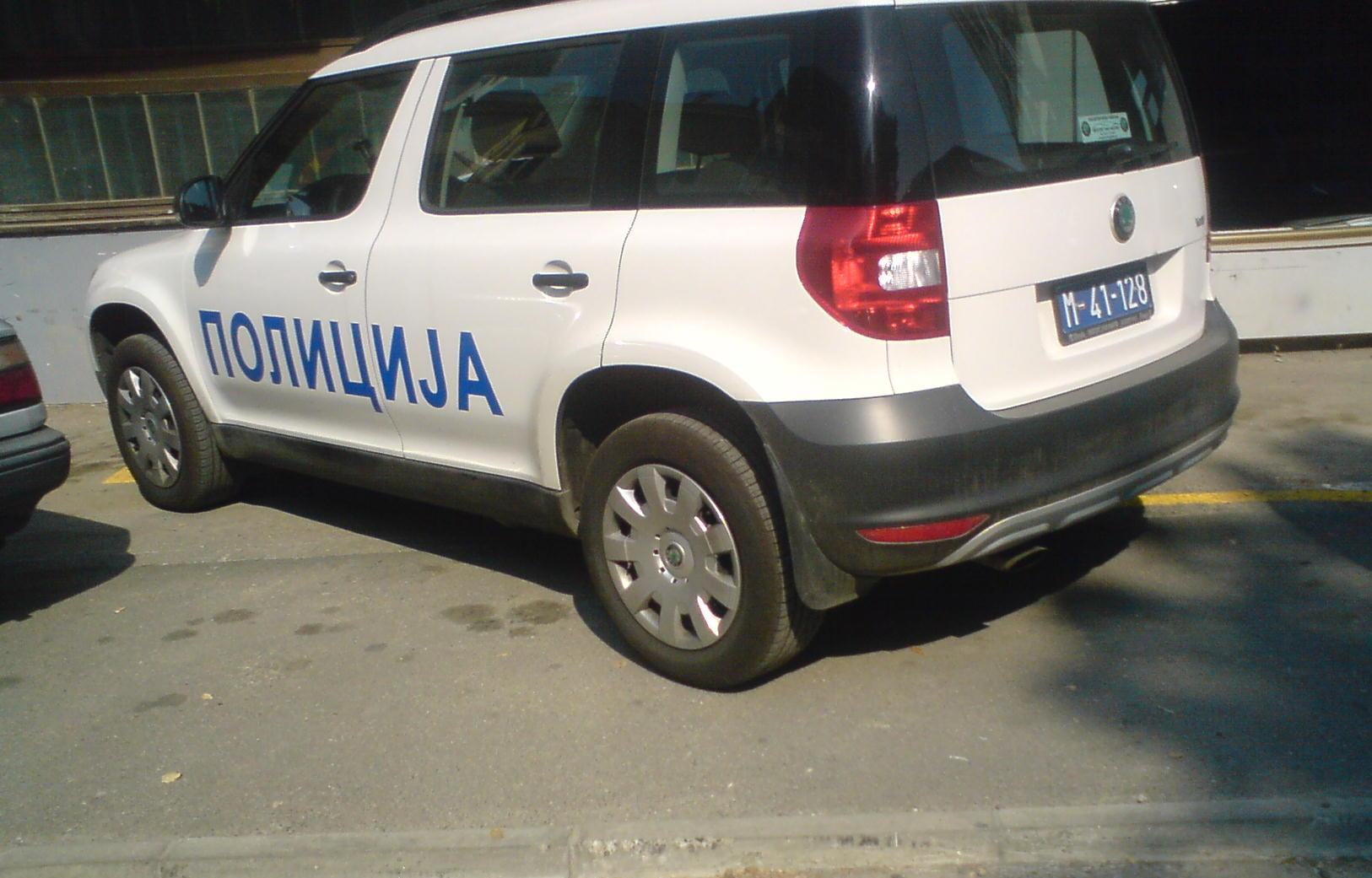
Škoda Yeti
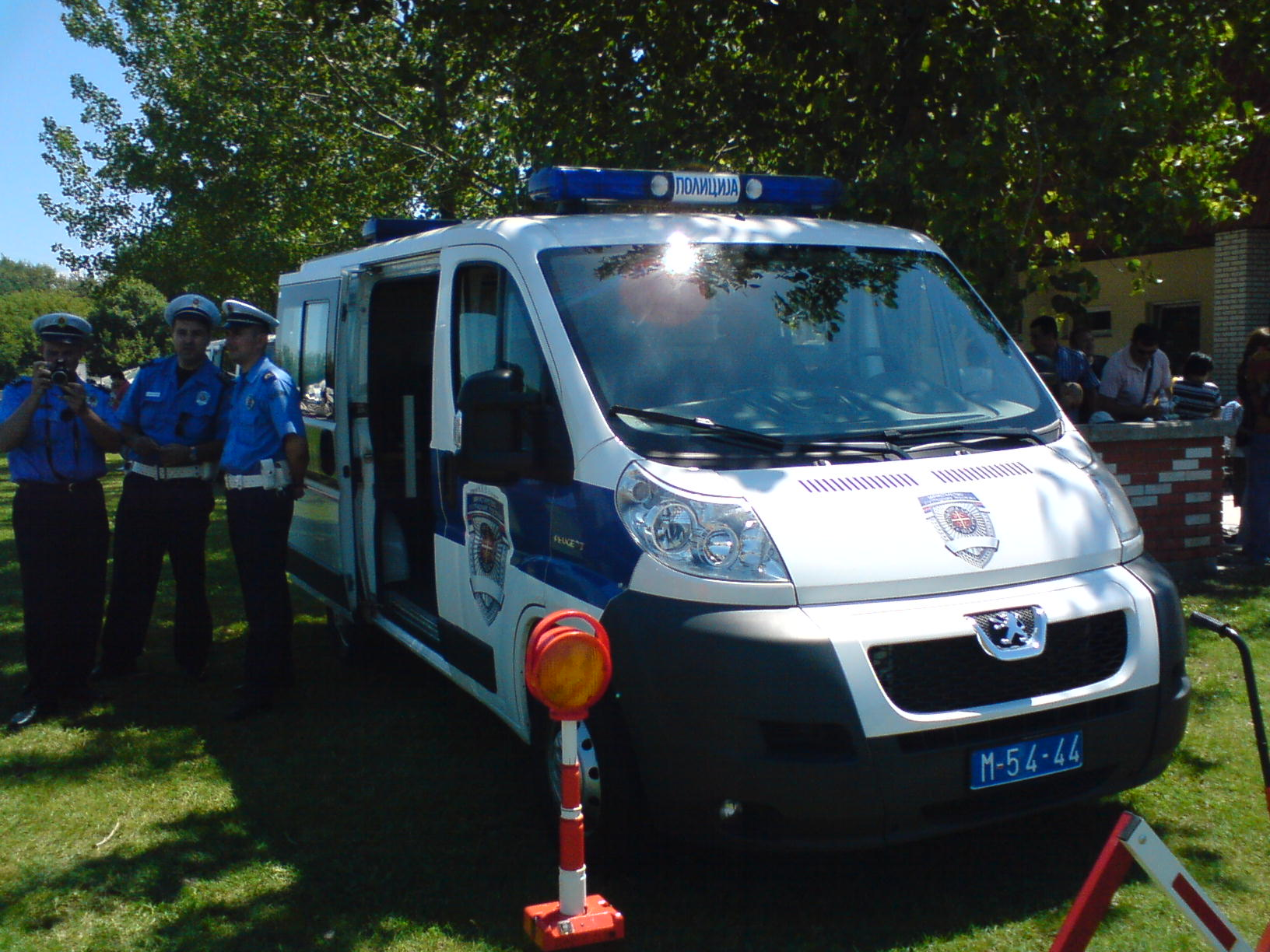
Peugeot Boxer 330 Lihi
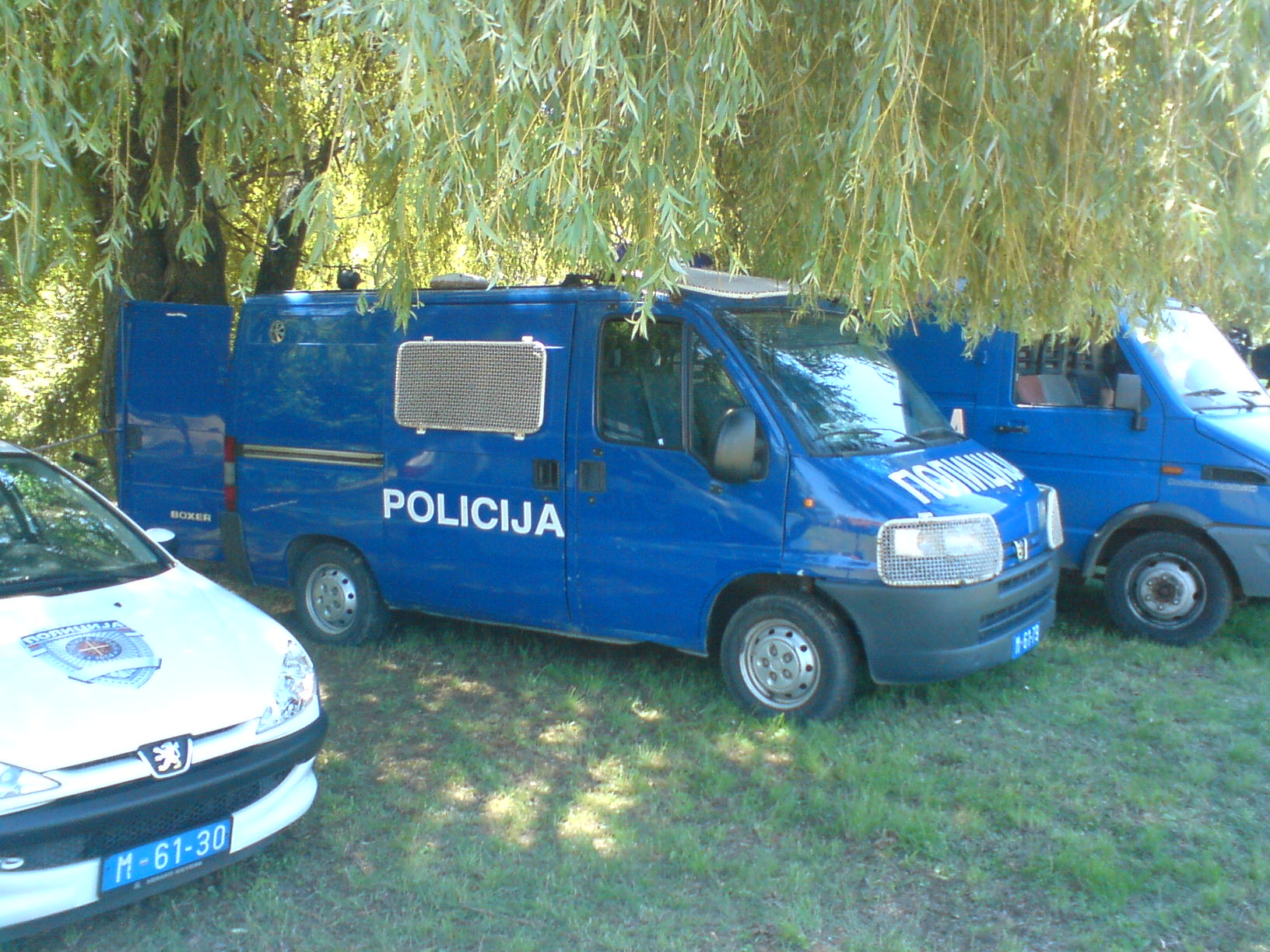
Peugeot Boxer
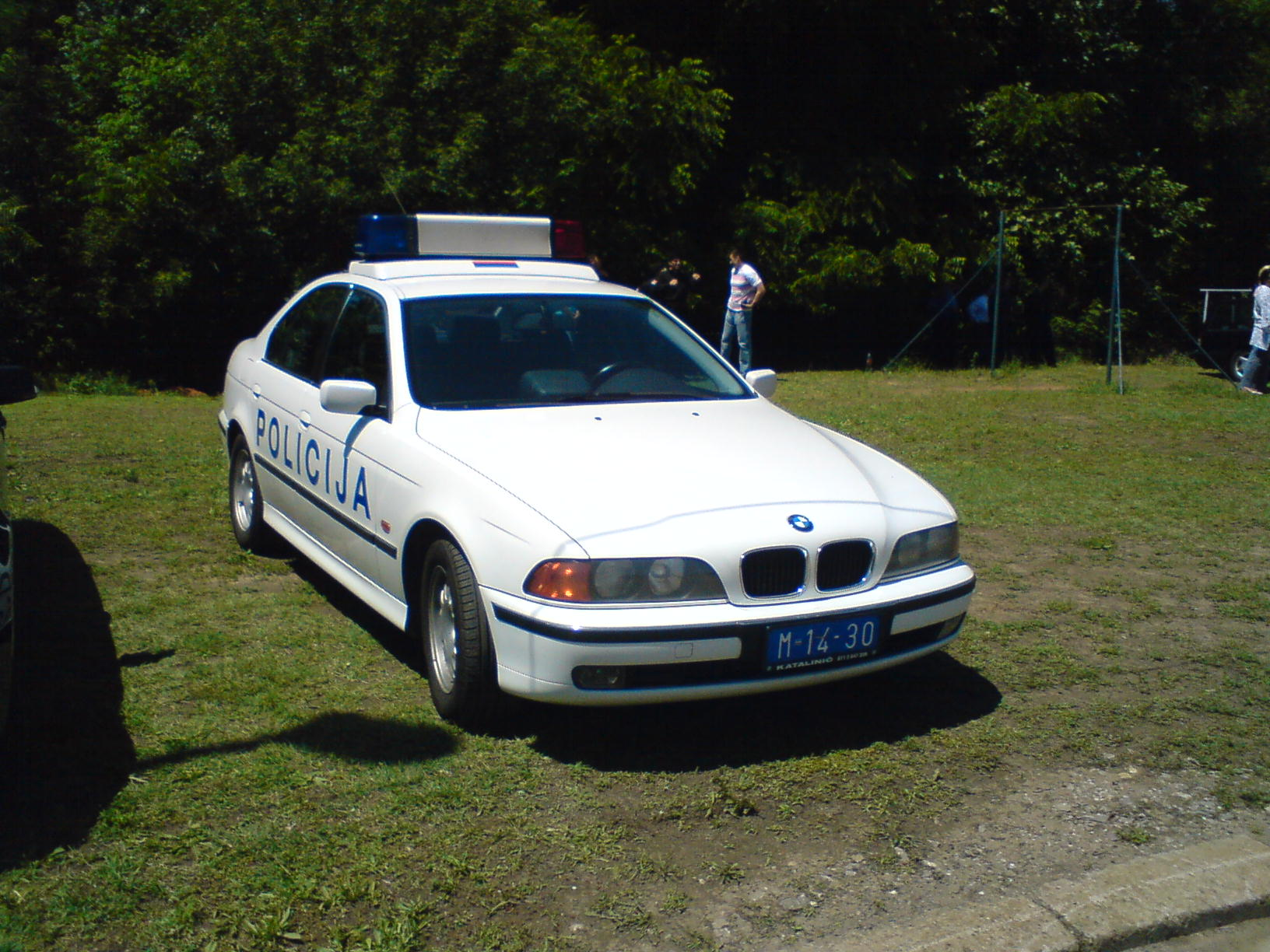
BMW 5
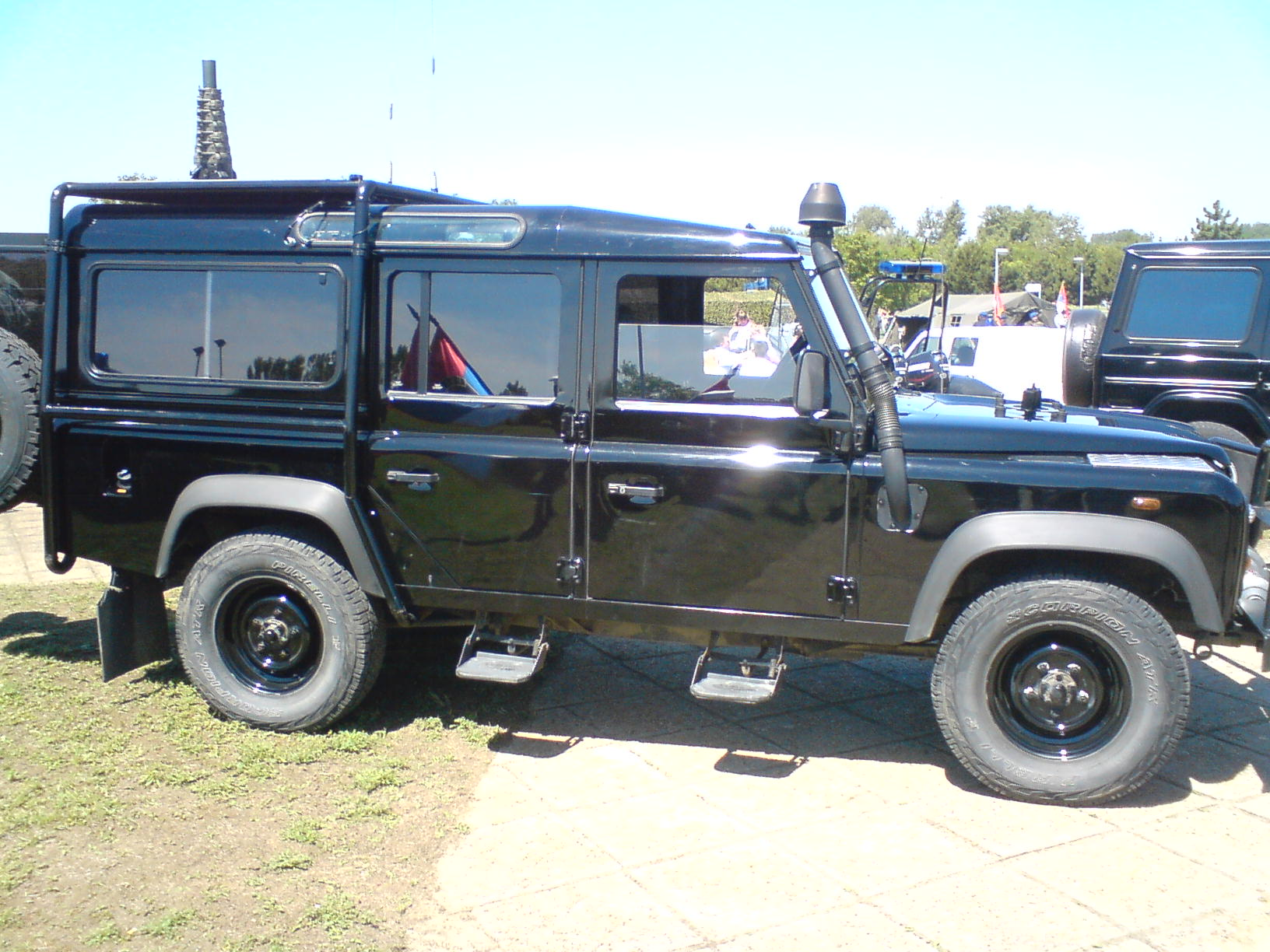
Land Rover Defender
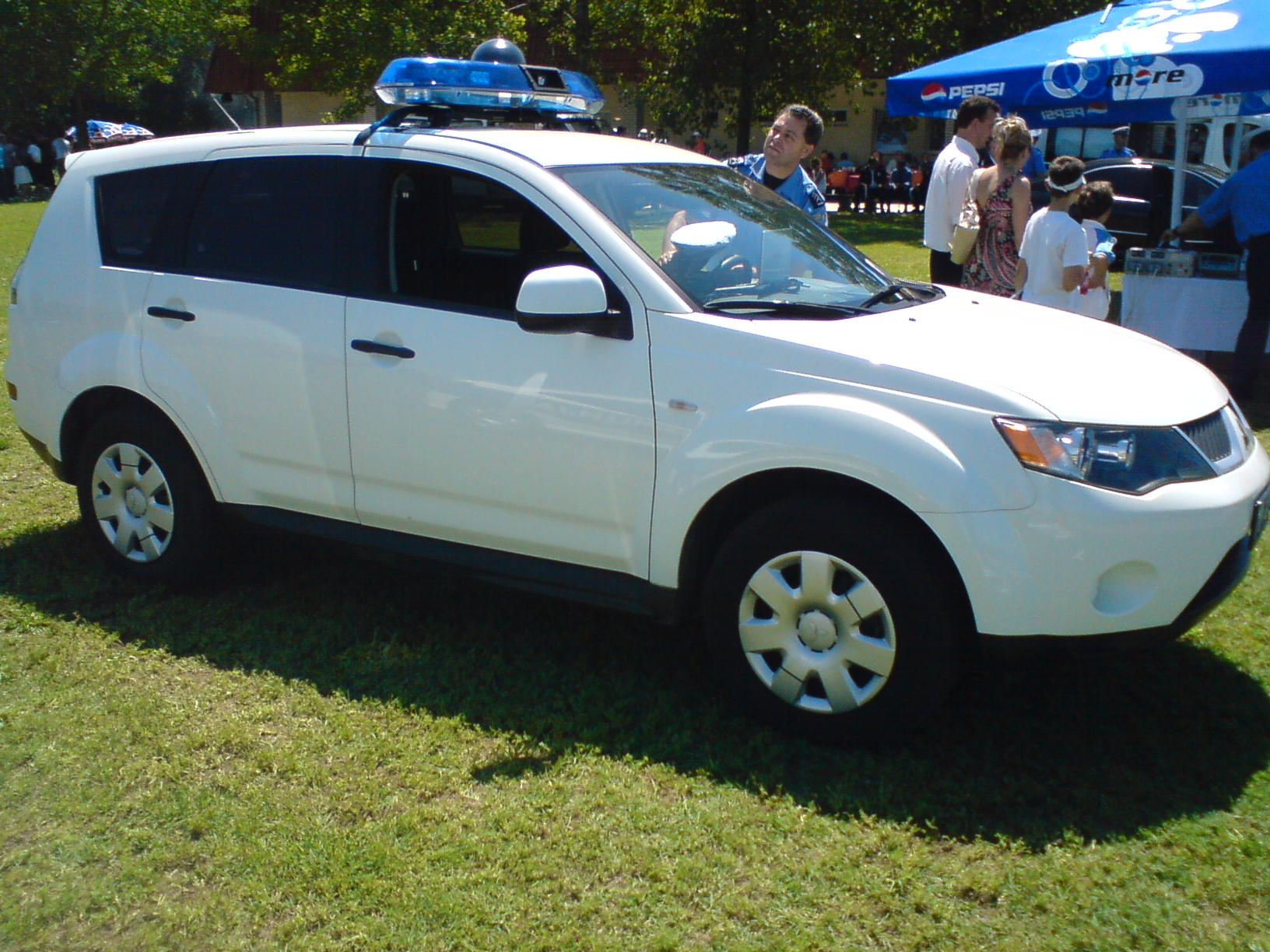
Mitsubishi Outlander
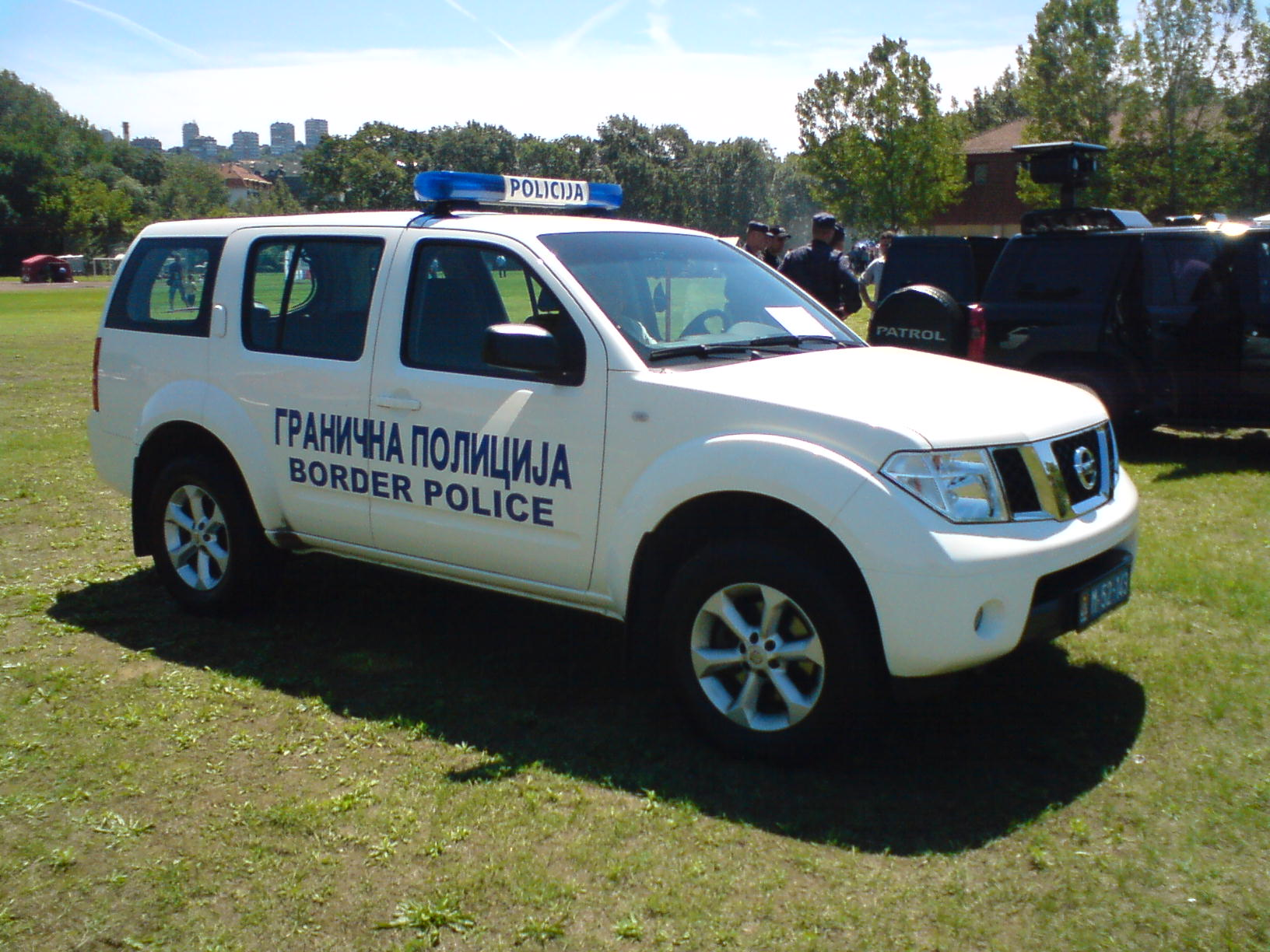
Nissan Pathfinder della Polizia di frontiera
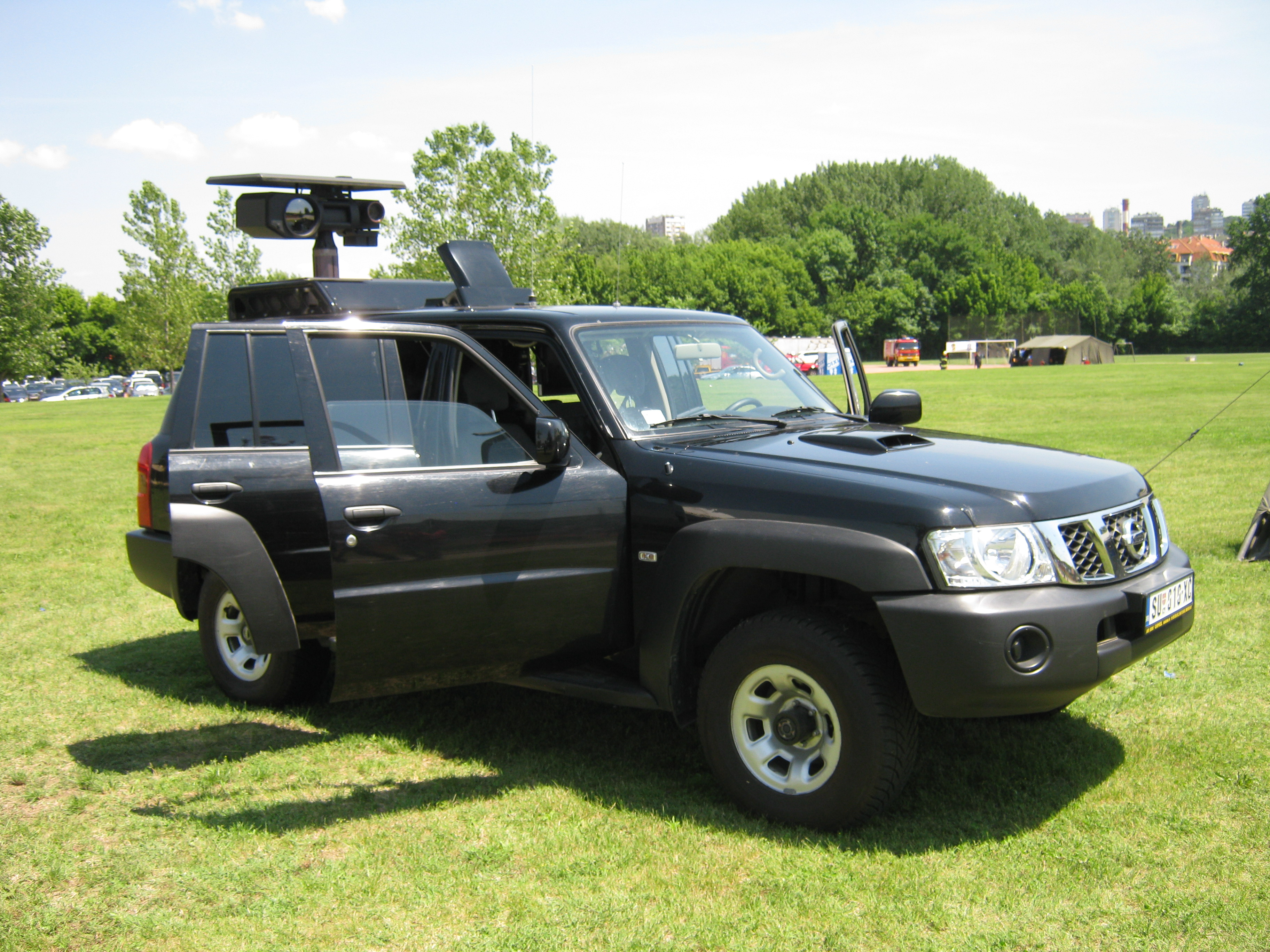
Nissan Patrol della Polizia di frontiera
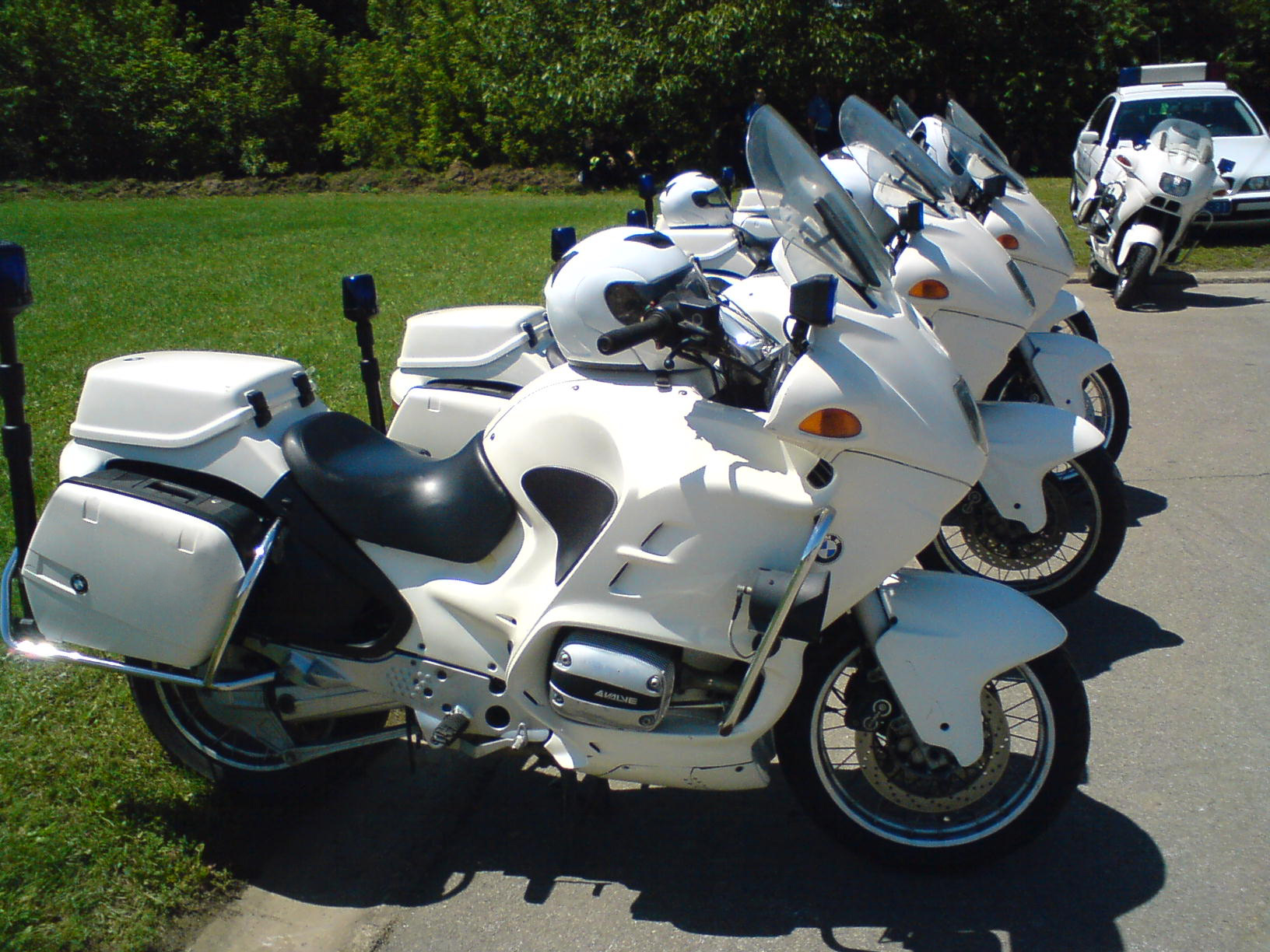
Motociclette BMW
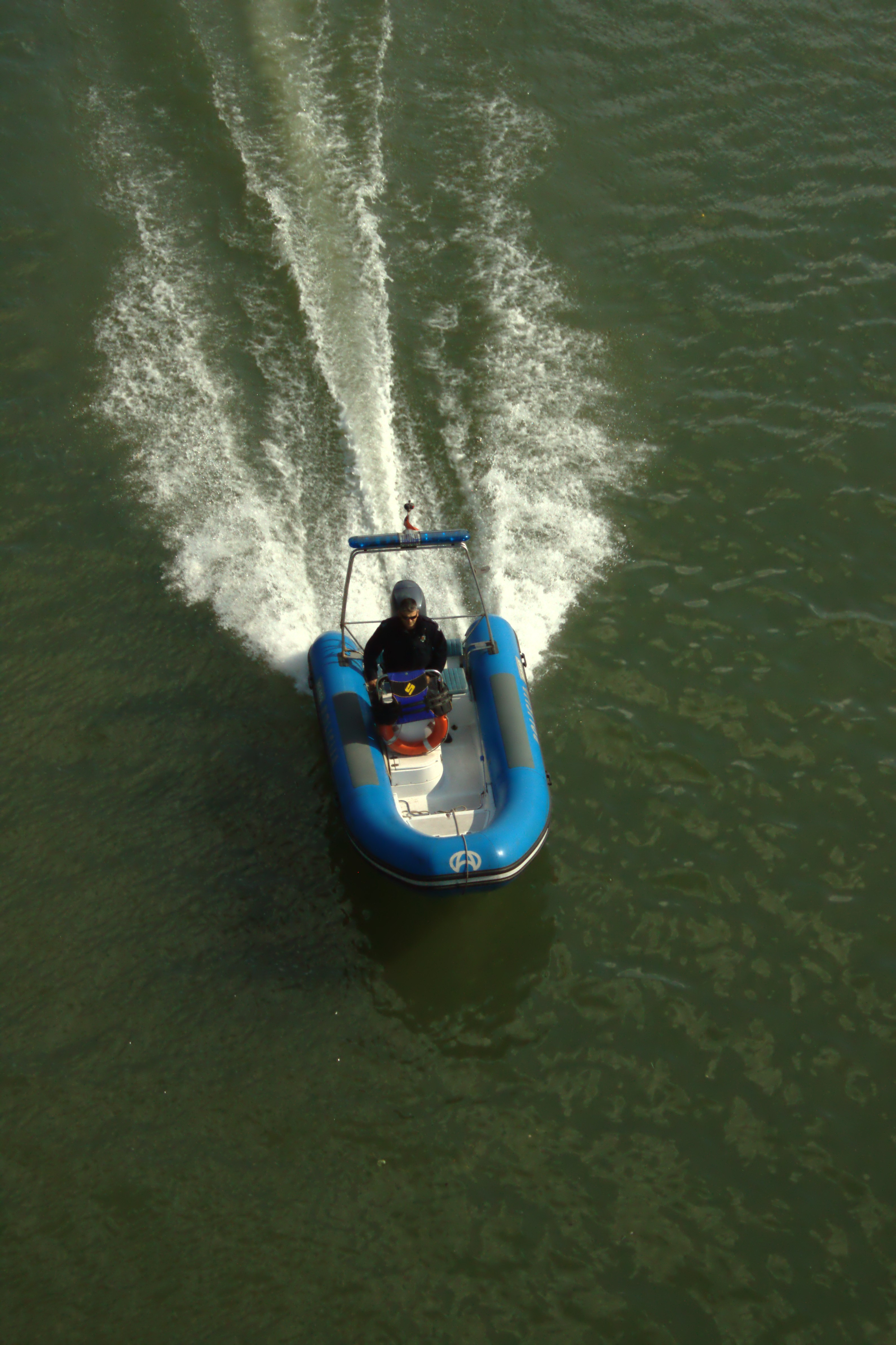
Imbarcazione della polizia sul fiume Sava, Belgrado